# Manorella
Manorella es un género de foraminífero bentónico de la familia Karreriidae, de la superfamilia Chilostomelloidea, del suborden Rotaliina y del orden Rotaliida. Su especie tipo es Manorella proteus. Su rango cronoestratigráfico abarca desde el Coniaciense hasta el Senoniense (Cretácico superior).

## Clasificación
Manorella incluye a la siguiente especie:
- Manorella proteus †